# Tschystopil
Tschystopil (ukrainisch Чистопіль) ist ein Dorf in der Ukraine im Rajon Nikopol der Oblast Dnipropetrowsk. Es ist das administrative Zentrum des Gemeinderats Tschystopil. Die Einwohnerzahl beträgt 2.563 Personen. Das Dorf trug bis zum 12. Mai 2016 den offiziellen Namen Kirowe (ukrainisch Кірове).

## Geografie
Das Dorf Tschystopil liegt am Ufer des Flusses Solona. Flussaufwärts in 1,5 km Entfernung befindet sich das Dorf Pidhirne, flussabwärts in 0,5 km Entfernung das Dorf Tawrijske. Durch das Dorf fließt ein saisonaler Bach mit einem großen Staubecken (~40 ha). In der Nähe verläuft die Straße T-04-32.
Das Dorf liegt im Süden der Oblast, 90 Kilometer von Dnipro entfernt.
Im Dorf mündet der Fluss Balka Kamjanuwata in den Fluss Solona.

## Geschichte
Das Dorf wurde 1862 von Umsiedlern aus den Gouvernements Poltawa und Tschernihiw gegründet.
In der Sowjetzeit befand sich in Tschystopil der zentrale Hof des Kolchoses Kotowskyj, mit 9365 Hektar landwirtschaftlicher Nutzfläche, darunter 7334 Hektar Ackerland. Das Dorf Hwardijske (ehemalige jüdische landwirtschaftliche Kolonie Freidorf) wurde in die Grenzen von Tschystopil einbezogen.
Die Einwohnerzahl betrug 1202 (1970).
Während der Sowjetzeit erhielt das Dorf den Namen Kirowe. 2015 wurde es aufgrund des Gesetzes über die Verurteilung kommunistischer und nationalsozialistischer totalitärer Regime in die Liste der umzubenennenden Orte aufgenommen.

## Gegenwart
In Tschystopil gibt es mehrere landwirtschaftliche Unternehmen. Es gibt eine Schule, einen Kindergarten, eine Ambulanz, ein Kulturhaus und eine Bibliothek.

## Bevölkerung

### Sprache
Verteilung der Bevölkerung nach Muttersprache laut Volkszählung in der Ukraine 2001:
| Sprache                | Anzahl | Prozent  |
| ---------------------- | ------ | -------- |
| Ukrainisch             | 1050   | 094,59 % |
| Russisch               | 0055   | 004,96 % |
| Rumänisch              | 0003   | 000,27 % |
| Belarussisch           | 0001   | 000,09 % |
| andere/nicht angegeben | 0001   | 000,09 % |
| Gesamt                 | 1110   | 100 %    |

## Wirtschaft
- Tschystopillja GmbH